# Sakhuwa Mahendranaga
Sakhuwa Mahendranaga – gaun wikas samiti w środkowej części Nepalu w strefie Dźanakpur w dystrykcie Dhanusa. Według nepalskiego spisu powszechnego z 2011 roku liczył on 3445 gospodarstw domowych i 17 835 mieszkańców (8818 kobiet i 9017 mężczyzn).